# Oretta Fiume
Oretta Fiume, née Claudia Scrobogna le 6 juin 1919 à Fiume dans la région de l'Istrie en Italie et morte le 6 mars 1998 à Rome dans la région du Latium en Italie, est une actrice italienne.

## Biographie
En 1938, elle participe à un concours de jeunes talents pour la maison de production ERA Film et termine première, ex-æquo avec une autre débutante prometteuse, Laura Solari. Avec cette dernière, elle fait ses débuts au cinéma dans la comédie L'orologio a cucù de Camillo Mastrocinque, avec le comédien Vittorio De Sica en tête d'affiche.
Le réalisateur Alessandro Blasetti lui offre ensuite deux rôles dans ces films. Elle joue également aux côtés du ténor italien Beniamino Gigli dans la production italo-allemande Légitime défense (Casa lontana) de Johannes Meyer. Elle participe ensuite au premier film d'Eduardo De Filippo, In campagna è caduta una stella. En 1940, elle joue notamment dans le film historique La fanciulla di Portici de Mario Bonnard. L'année suivante, elle apparaît dans le premier film du réalisateur Andrea Forzano, Ragazza che dorme (it).
Elle ne parvient cependant pas à se détacher de son statut de promesse et voit la Seconde Guerre mondiale marquer l'arrêt de sa carrière. À la fin du conflit, elle apparaît une dernière fois dans un film du réalisateur débutant Primo Zeglio et se tourne vers le théâtre. En 1960, après une longue absence, elle fait partie de l'imposant casting du film La dolce vita de Federico Fellini, avec un rôle secondaire, non créditée au générique. Elle clôt sa carrière par deux apparitions pour les réalisateurs Marino Girolami et Carlo Lizzani.

## Filmographie

### Au cinéma
- 1938 : L'orologio a cucù de Camillo Mastrocinque
- 1938 : Ettore Fieramosca d'Alessandro Blasetti
- 1939 : Légitime défense (Casa lontana) de Johannes Meyer
- 1939 : Retroscena d'Alessandro Blasetti
- 1939 : In campagna è caduta una stella d'Eduardo De Filippo
- 1940 : Gli ultimi della strada de Domenico Paolella
- 1940 : La fanciulla di Portici de Mario Bonnard
- 1941 : Ragazza che dorme (it) d'Andrea Forzano
- 1941 : Don Buonaparte de Flavio Calzavara
- 1943 : La fabbrica dell'imprevisto de Jacopo Comin
- 1943 : Quarta pagina de Nicola Manzari
- 1943 : Sempre più difficile de Renato Angiolillo et Piero Ballerini
- 1943 : Aeroporto de Piero Costa
- 1946 : Le Dernier Rêve (L'ultimo sogno) de Marcello Albani
- 1947 : Genoveffa di Brabante de Primo Zeglio
- 1960 : La dolce vita de Federico Fellini
- 1961 : Le magnifiche 7 de Marino Girolami
- 1965 : Thrilling de Carlo Lizzani

## Source
- Roberto Poppi et Enrico Lancia, Le attrici, Rome, Gremesse, 2003 (ISBN 88-8440-214-X), p. 139-140.